# Emilian Antal
Emilian Antal (n. 20 octombrie 1894, Toplița, din Austro-Ungaria – d. 15 iunie 1971, Toplița, din România) a fost episcop vicar al Mitropoliei Bucovinei, îndepărtat din funcție de autoritățile comuniste.

## Distincții
- Ordinul „Meritul Cultural”, în gradul de Cavaler clasa I, pentru biserică (1 februarie 1943)[2]
- Ordinul „Steaua Republicii Populare Romîne” clasa a III-a (10 august 1964) „pentru merite deosebite în opera de construire a socialismului, cu prilejul celei de a XX-a aniversări a eliberării patriei”[3]